# Міні Анден
Міні Айден (також Міні Роза-Лі Айден, англ. Mini Rosa-Lee Anden), справжнє ім'я Сюзанна Клара Елізабет Анден (швед. Susanna Clara Elisabeth Andén; нар. 7 червня 1978, Стокгольм) — шведська фотомодель та акторка.

## Біографія
Сюзанна «Міні» Анден народилась 7 червня 1978 року в Стокгольмі, Швеція. Прізвисько «Міні» Сюзанна отримала ще в дитинстві. З 5 до 18 років професійно займалась катанням на ковзанах. З 15 років працює в модельному агентстві Elite. Вона з'являлась на обкладинках багатьох модних журналів, включаючи Vogue, Marie Claire, Cosmopolitan та ELLE. Знімалася в рекламних кампаніях Calvin Klein, Donna Karan, BCBG, Louis Vuitton, Hugo Boss та Gucci. Кілька разів входила в каталог Victoria's Secret. На даний час вона є обличчям парфумів Джорджіо Армані «Armani Code для жінок EDP». У 2001 році була суддею на конкурсі краси Міс Всесвіт. Знімалась у рекламі Clairol's Natural Instincts Haircolor (2004), Schwarzkopf Soyance (2010).

## Приватне життя
У серпні 2001 року одружилася з моделлю Табером Шредером. На даний час вони мешкають у Лос-Анджелесі.

## Фільмографія
| Рік       |   | Українська назва               | Оригінальна назва                          | Роль                                  |
| --------- | - | ------------------------------ | ------------------------------------------ | ------------------------------------- |
| 2004      | ф | Крапка та постріл              | Point&Shoot                                | Міні                                  |
| 2004      | ф | Дванадцять друзів Оушена       | Ocean's Twelve                             | супермодель                           |
| 2005      | ф | Наступний!                     | Au suivant                                 | La femme de Riley                     |
| 2005      | ф | Мій найкращий коханець         | Prime                                      | С'ю                                   |
| 2005      | с | Морська поліція: Спецпідрозділ | NCIS: Naval Criminal Investigative Service | Ганна Бресслінг                       |
| 2006      | с | Монк                           | Monk                                       | Натасія Зореллі                       |
| 2006      | с | Дурнушка                       | Ugly Betty                                 | Aerin                                 |
| 2006      | с | Будинок моди                   | Fashion House                              | Таня Форд                             |
| 2007      | с | Жовта преса                    | Dirt                                       | Holt's Co-star                        |
| 2007      | с | Акула                          | Shark                                      | Кеті Пейджет                          |
| 2007      | с | Антураж                        | Entourage                                  | Саманта                               |
| 2008      | с | Правила спільного життя        | Rules of Engagement                        | Мелісса                               |
| 2008      | ф | Грім у тропіках                | Tropic Thunder                             | секретарка                            |
| 2008      | ф | Дівчина мого найкращого друга  | My Best Friend's Girl                      | Ліззі                                 |
| 2008—2009 | с | Моя команда                    | My Boys                                    | Ельза                                 |
| 2009      | с | Лицар доріг                    | Knight Rider                               | Александрія Пачінко                   |
| 2009      | ф | Місія Дарвіна                  | G-Force                                    | Кріста, асистентка Сабера             |
| 2010      | с | Частини тіла                   | Nip/Tuck                                   | Віллоу Бенкс (епізод 6.12)            |
| 2009—2010 | с | C.S.I.: Місце злочину Маямі    | CSI: Miami                                 | Анна Кітсон (епізоди 8.09 і 8.16      |
| 2011      | ф | Механік                        | The Mechanic                               | Сара                                  |
| 2011      | с | Кістки                         | Bones                                      | Бріттані Стефенсон (епізод 6.19)      |
| 2007—2011 | с | Чак                            | Chuck                                      | агентка ЦРУ Каріна Міллер (4 епізоди) |
| 2012      | с |                                | Solsidan                                   | Кіа (епізод 3.09)                     |